# 2005年鐵路
此條目列出2005年發生有關鐵路運輸的事件。

## 事件

### 1月
- 1月1日：大韓民國鐵道廳民營化，成為韓國鐵道公社，首爾特別市地下鐵公社改名首爾地鐵。
- 1月29日：新加坡第三條輕軌榜鵝輕軌東環以及盛港輕軌西環投入營運。
- 1月29日：名古屋鐵道機場線開始營運。

### 2月
- 2月3日：福岡市地下鐵七隈線通車，來往橋本站至天神南站。
- 2月25日：龐巴迪運輸獲得中國361節車箱訂單，預備青藏鐵路的開通。由於其地理位置因素，列車將設有防紫外線玻璃以及供氧系統[1]。
- 2月26日：西班牙高速鐵路102型列車投入服務，運行馬德里－薩拉戈薩－萊里達路線[2]。

### 3月
- 3月6日：愛知高速交通東部丘陵線通車。
- 3月15日：聖淘沙單軌列車停運，由聖淘沙捷運取代。

### 4月
- 4月1日：所有英屬哥倫比亞鐵路（英语：British Columbia Railway）系統完全併入加拿大國家鐵路[3]。
- 4月1日：贛龍鐵路通車。
- 4月1日：日立電鐵（日语：日立電鉄）、能登鐵道、名古屋鐵道岐阜市內線、揖斐線、美濃町線、田神線同時停運。
- 4月2日：聖彼得堡地鐵右岸線由舊村站延長至總督大道站。
- 4月6日：渝懷鐵路通車。
- 4月7日：2005年鐵路法案（英语：Railways Act 2005）[4]通過，策略鐵路機構（英语：Strategic Rail Authority）廢除。
- 4月13日：保加利亞交通部首次批出貨運交通牌照予一間私人公司，保加利亞鐵路公司（英语：Bulgarian Railroad Company）在國家鐵路網絡營運[5]。
- 4月25日：發生JR福知山線出軌事故，造成107人死亡，562人受傷。

### 5月
- 5月3日：伊朗總統主持馬什哈德與巴夫克（英语：Bafq）之間的鐵路通車[6]。

### 6月
- 6月1日：東涌綫欣澳站啟用。
- 6月18日：重慶軌道交通2號線較場口站至動物園站通車。
- 6月22日：瑞士聯邦鐵路由於高架電纜系統出現電力故障全線停運。這也影響了通過瑞士的國家列車[7][8]。

### 7月
- 7月1日：大阪港交通系統（日语：大阪港トランスポートシステム）由第一種鐵道事業者變成第三種鐵道事業者，所持有的科技港線北段併入大阪市營地下鐵中央線，南段併入大阪市交通局南港港城線。
- 7月7日：發生倫敦七七爆炸案。56人死亡，過百人受傷。
- 7月10日：聖迭戈電車綠線及特別活動線（英语：Special Event Line (San Diego Trolley)）通車。
- 7月29日：愛爾蘭鐵路停運愛爾蘭境內所有貨運列車。

### 8月
- 8月1日：迪士尼綫通車。
- 8月12日：南京地鐵1號線通車。
- 8月23日：基輔地鐵瑟雷茨-佩切拉線由哈爾科夫站延長至鮑里斯皮爾站。
- 8月24日：首都圈新都市鐵道筑波快線通車。
- 8月27日：阿斯卡線（英语：Asker Line）第一段開通[9]。
- 8月27日：喀山地鐵通車。

### 9月
- 9月8日：臺鐵增設嘉北車站。
- 9月10日：莫斯科地鐵菲利線由基輔站延長至商業中心站。

### 10月
- 10月18日：大邱廣域市地下鐵公社大邱都市鐵道2號線通車。
- 10月20日：首爾地鐵龍頭站啟用。

### 11月
- 11月6日：重慶軌道交通2號線開始觀光試營運。
- 11月7日：明斯克地鐵汽車廠線由普希金站（英语：Pushkinskaya (Minsk Metro)）延長至石山站（英语：Kamennaya Gorka (Minsk Metro)）。
- 11月28日：釜山都市鐵道3號線通車。

### 12月
- 12月6日：碼頭區輕便鐵路經倫敦城市機場延長至國王喬治五世站[10]。
- 12月7日：前進7081完成世界上最後一次由蒸汽機車拉動的定期客運列車。
- 12月11日：重慶軌道交通2號線開始試營運。
- 12月16日：首都圈電鐵中央線開始營運。
- 12月20日：機場快綫延長至博覽館站。
- 12月21日：京仁線延長至東仁川站。
- 12月26日：廣州地鐵8號線曉港站至萬勝圍站、3號線廣州東站至客村站、4號線第一段通車，由萬勝圍站至新造站。
- 12月27日：京釜線洗馬站和烏山大學站開通營運。
- 12月31日：上海軌道交通4號線通車。
- 12月31日：德里地鐵藍線通車。